# Paul Wolters (Architekt)
Paul Wolters (* 9. November 1913 in Papenburg; † 18. September 1998 in Hannover) war ein deutscher Architekt.

## Leben

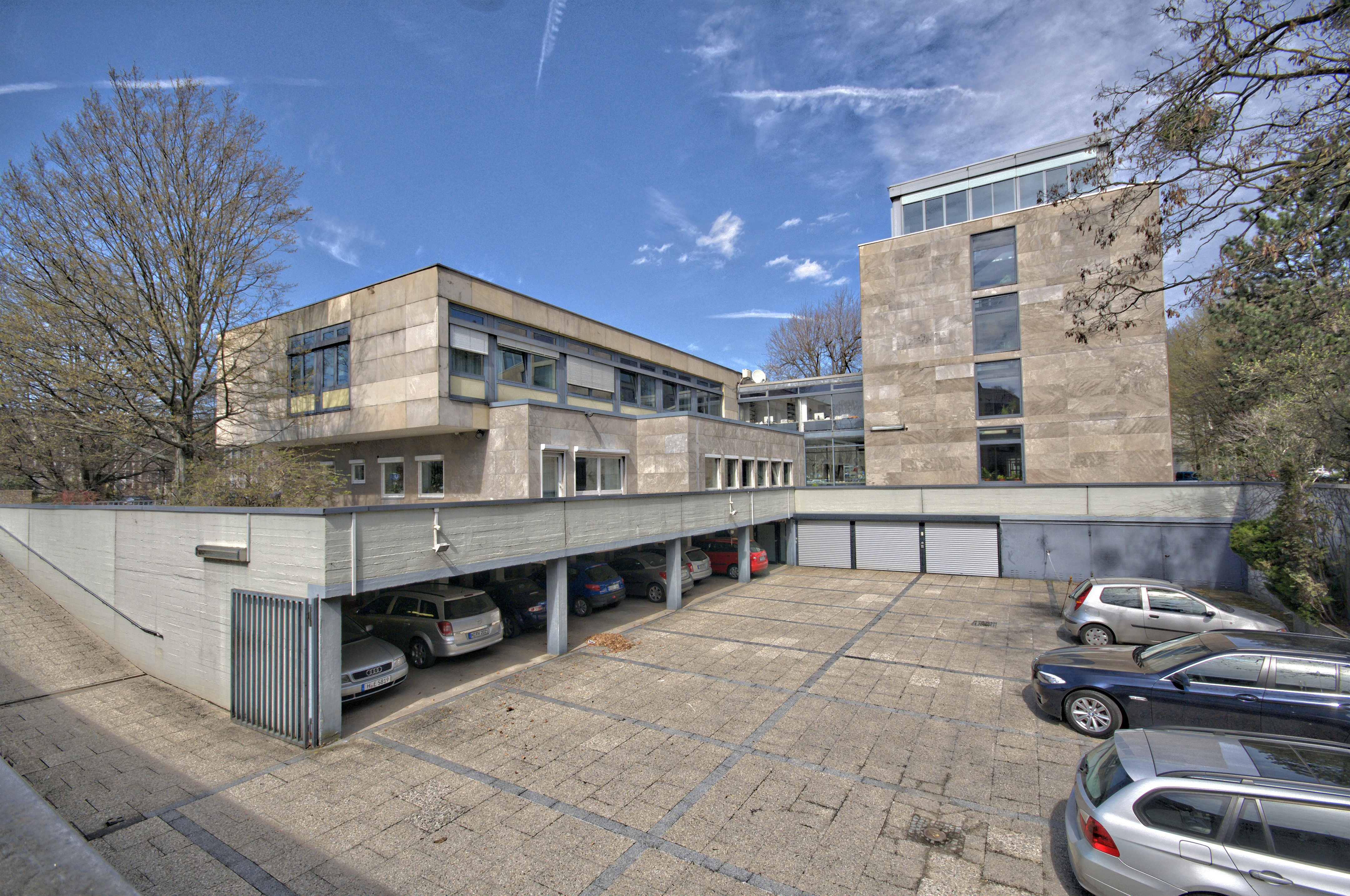
Niedersächsisches Justizministerium, 1962–1964 von Wolters und Bock erbaut Am Waterlooplatz 1 in Hannover

„Protest!“-Anzeige gegen den Abriss des Baudenkmals Villa Willmer und für ein Niedersächsisches Denkmalschutzgesetz;
1970 in der Hannoverschen Allgemeinen Zeitung

Geboren noch zur Zeit des Deutschen Kaiserreichs, begann Paul Wolters nach dem Ende der Weimarer Republik und zu Beginn der Zeit des Nationalsozialismus 1933 das Studium der Architektur in Hannover an der dortigen Technischen Hochschule, besuchte 1936 und 1937 aber auch die Vorlesungen von Heinrich Tessenow an der Technischen Hochschule Charlottenburg in Berlin, um 1937 schließlich in Hannover seine Diplom-Hauptprüfung abzulegen.
In den Folgejahren ließ sich Wolters von 1937 bis 1940 für den höheren bautechnischen Verwaltungsdienst ausbilden, nachdem die Regierung ihn zeitweilig als Assistent von Otto Fiederling an die Technische Hochschule Hannover überwies. Nach seinem Abschlussexamen 1940 musste Wolters seinen Militärdienst bis 1945 im Zweiten Weltkrieg leisten und geriet dann in Kriegsgefangenschaft.
Nach der Gründung der Bundesrepublik Deutschland wurde Paul Wolters 1949 in den Staatsdienst des neu geschaffenen Landes Niedersachsen übernommen. Hier leitete er unter anderem das Staatshochbauamt Hannover I.
Zuvor war Paul Wolters für die Gebäude des Studentenwohnheims am Lodyweg 1 sowie die Mensa im Welfengarten 1954 mit der Laves-Plakette ausgezeichnet worden.
Bis zu seiner Pensionierung im Jahr 1978 als Leitender Baudirektor erzielte er zudem mehrere Auszeichnungen bei Architektenwettbewerben, darunter den 1. Preis für den Anbau für das Niedersächsische Wirtschaftsministerium an das Wangenheimpalais.

## Werke (Auswahl)

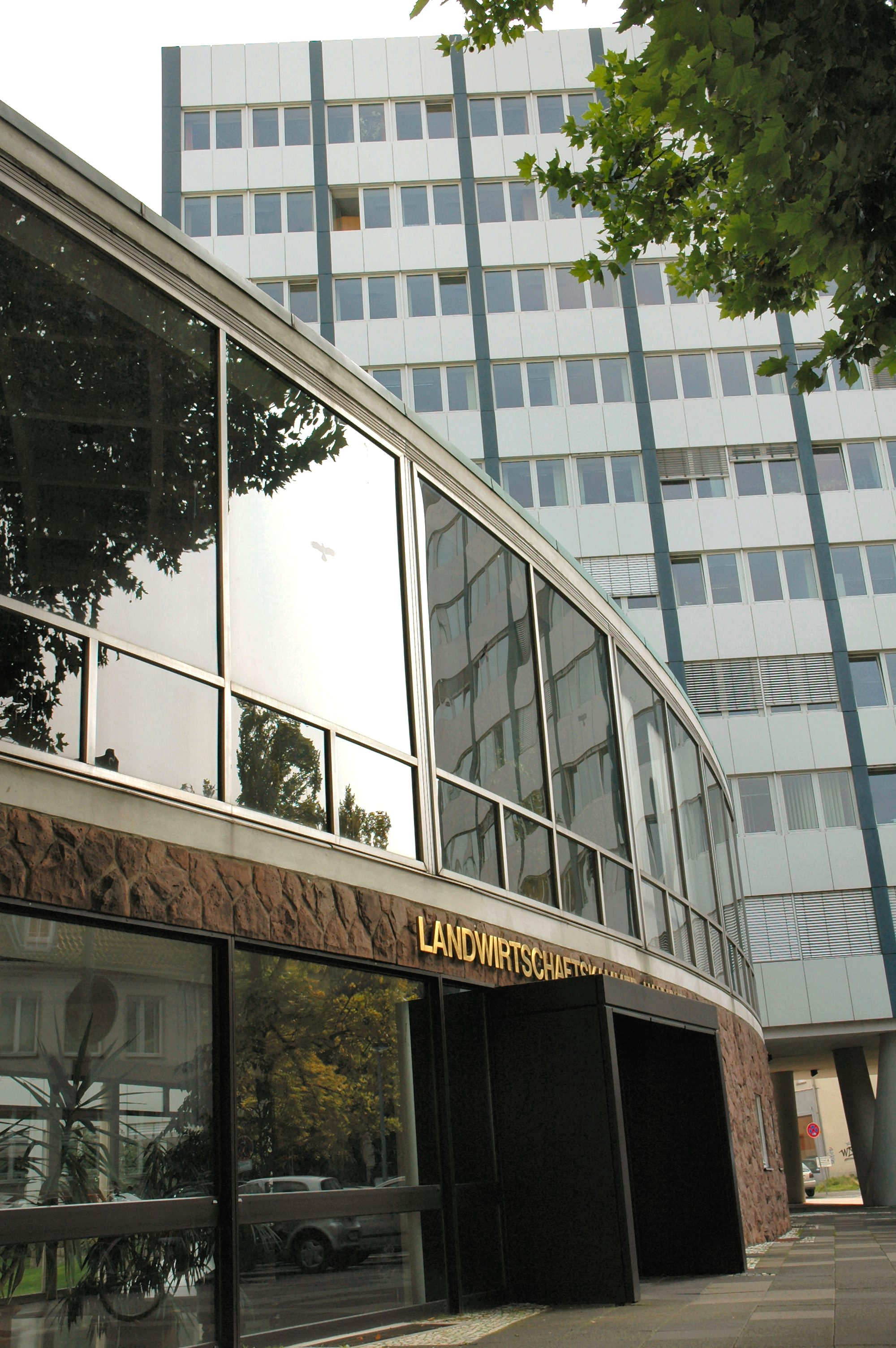
Eingang der Landwirtschaftskammer Hannover in der Johannsenstraße

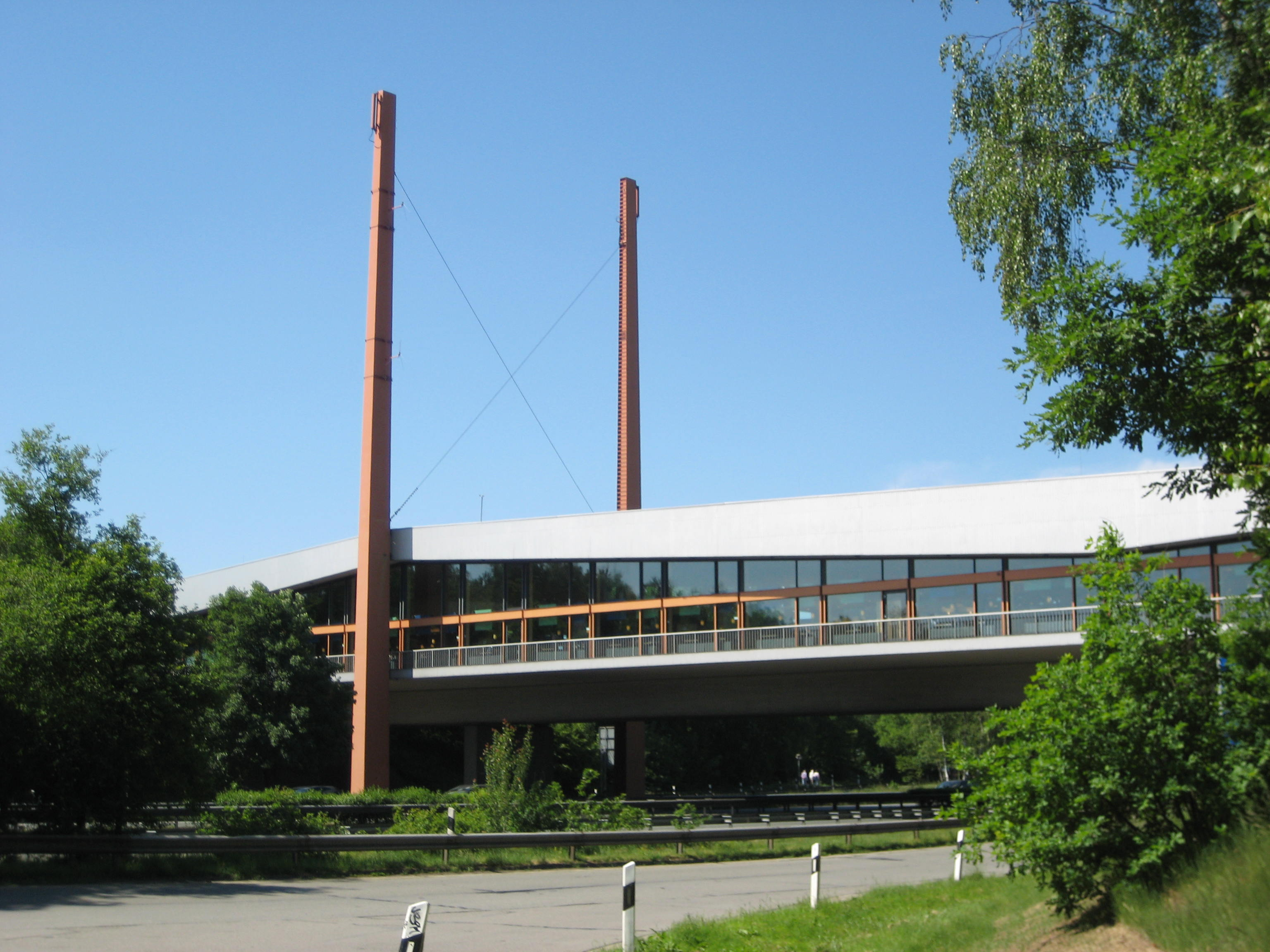
Die bis 1969 von Wolters und Bock errichtete Autobahn-Brückenraststäte „Dammer Berge“

- 1951–1952: Studentenwohnheim am Lodyweg 1, Hannover;[1]
- 1952: Mensa der Technischen Hochschule, Im Welfengarten, Hannover;[1] später zum – denkmalgeschützten – Theodor-Lessing-Haus umfunktioniert;[2]
- 1954–1956: Anbau an das Wangenheimpalais für das Niedersächsische Wirtschaftsministerium, Hannover;[1]
- 1956: Autobahnraststätte Auetal bei Bispingen;[1]
- 1956–1958, nach dem Vorbild von Notre-Dame-du-Haut (Ronchamp) von Le Corbusier: Adalbertkirche in Leinhausen,[3] Hannover, Stöckener Straße 43[4]
- 1958–1960: Bau für das Niedersächsische Verwaltungsamt, Auestraße 14, Hannover;[1]
- 1959–1961: Gebäude der Landwirtschaftskammer Hannover am Schiffgraben Ecke Lavesstraße, Hannover;[1]
- 1962–1964, gemeinsam mit Gerd Fesel: Niedersächsisches Justizministerium, Am Waterlooplatz 1, Hannover;[1]
- 1962–1964, gemeinsam mit Manfred Hofknecht (Bauleitung): Kirchenzentrum St. Franziskus mit Kirche, Pfarrhaus und Pfarrheim[5]
- 1967–1969, gemeinsam mit Manfred Bock: Autobahn-Brückenraststäte „Dammer Berge“[1]
- 1968: Dienstgebäude der Bezirksregierung Hannover; 1992 erweitert durch die Architekten Kleine, Ripken, Teicher[4]